# گمینا گودوو
گمینا گودوو (به لهستانی:  Gmina Godów) یک گمینا در لهستان است که در شهرستان ووجسواف واقع شده‌است. گمینا گودوو ۳۷٫۹۷ کیلومتر مربع مساحت و ۱۲٬۵۲۰ نفر جمعیت دارد.